# Gelbe Wicke
Die Gelbe Wicke (Vicia lutea) ist eine Pflanzenart aus der Gattung Vicia in der Unterfamilie der Schmetterlingsblütler (Faboideae).

## Beschreibung

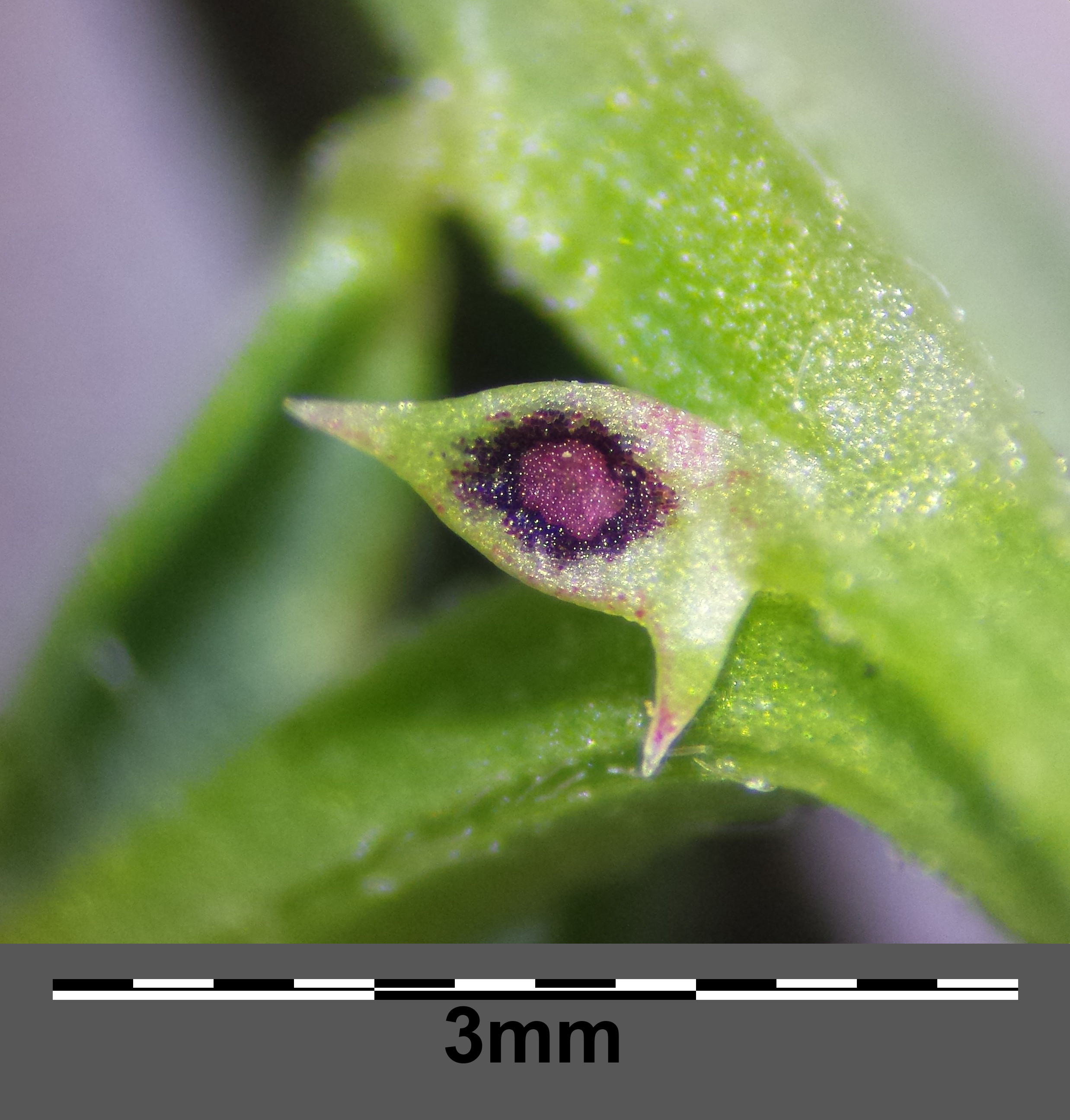
Stängel mit Nebenblatt und Nektarium

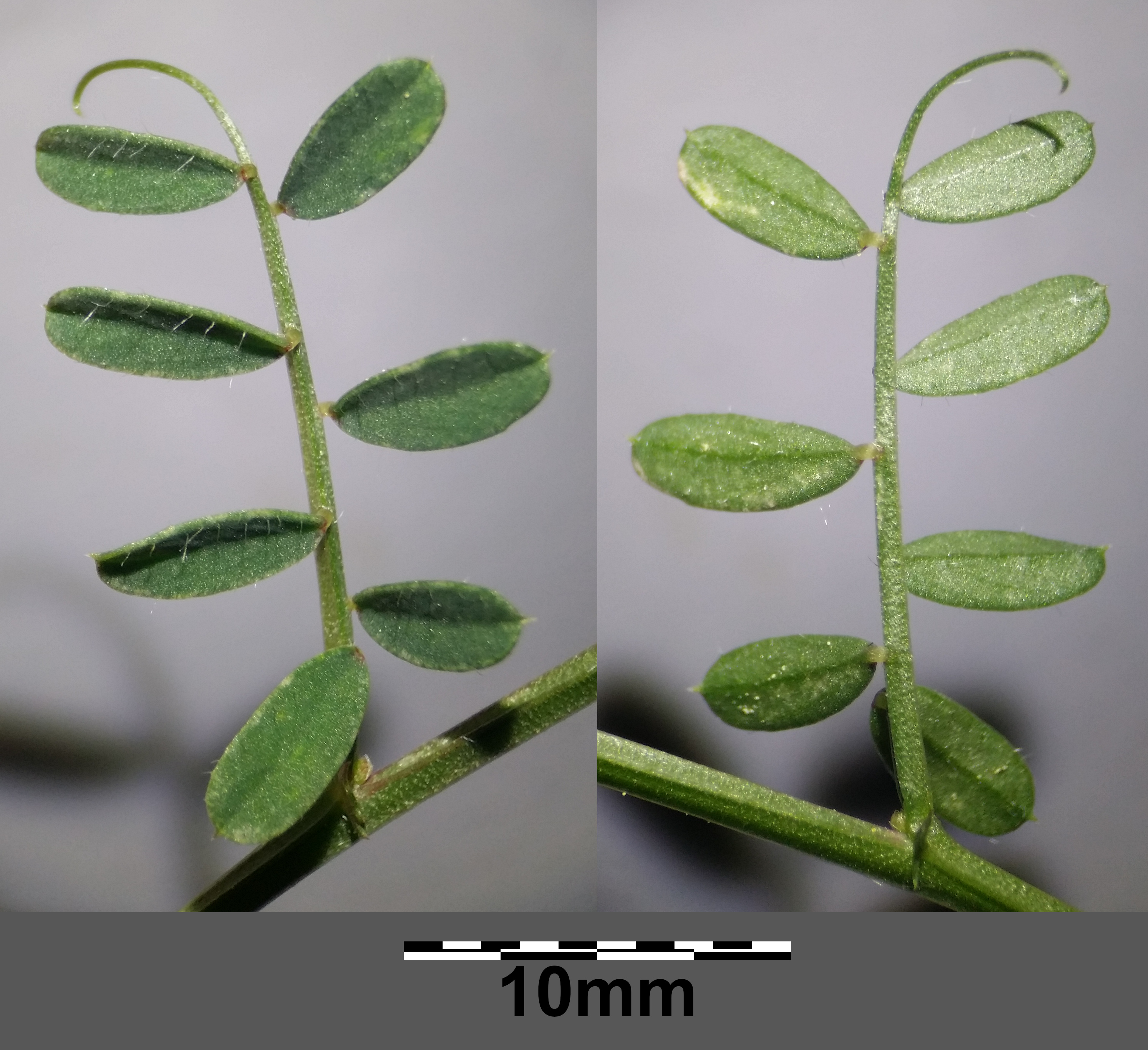
Laubblatt, Ober- und Unterseite

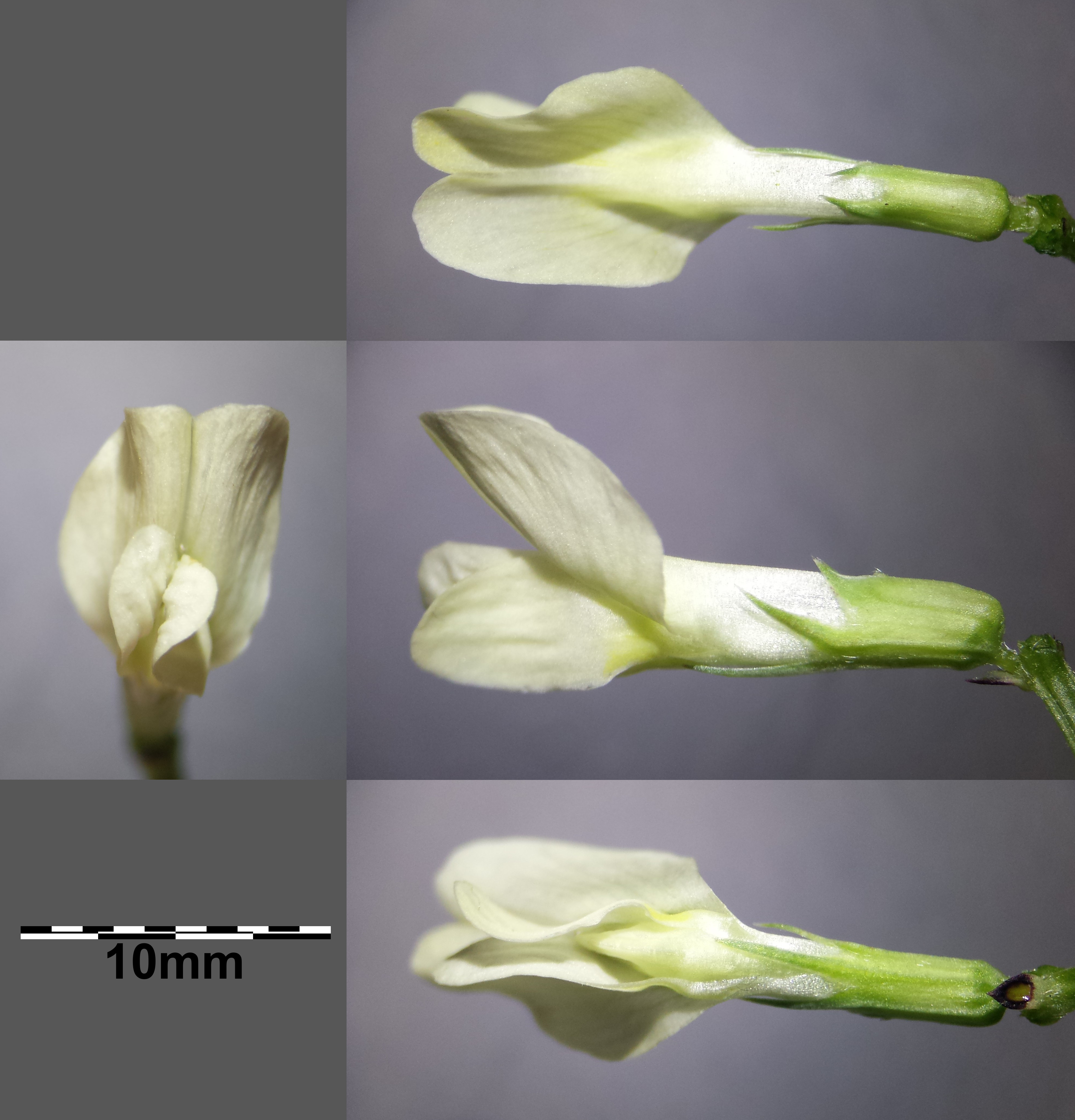
Blüte

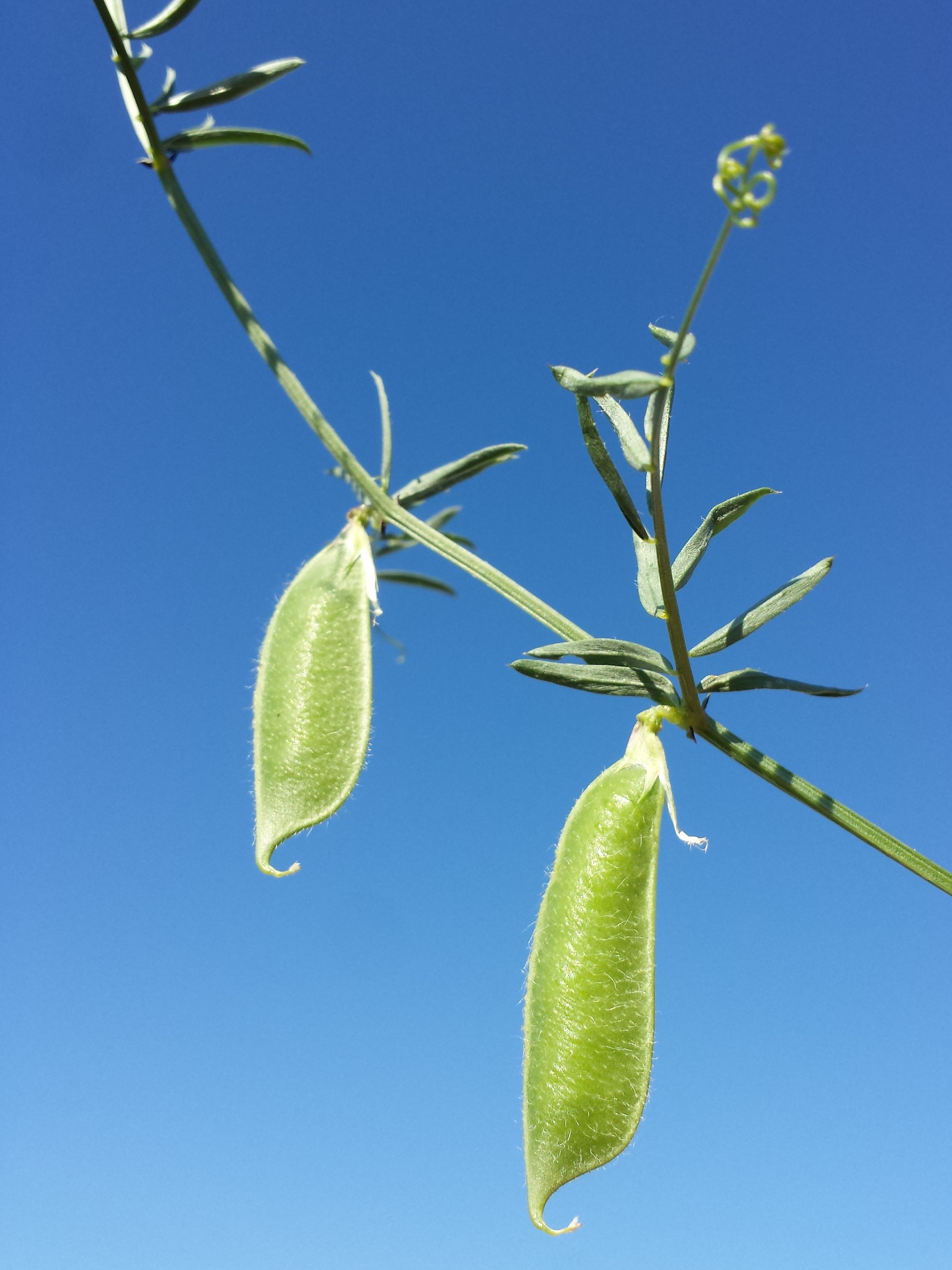
Stängel mit Hülsenfrüchten

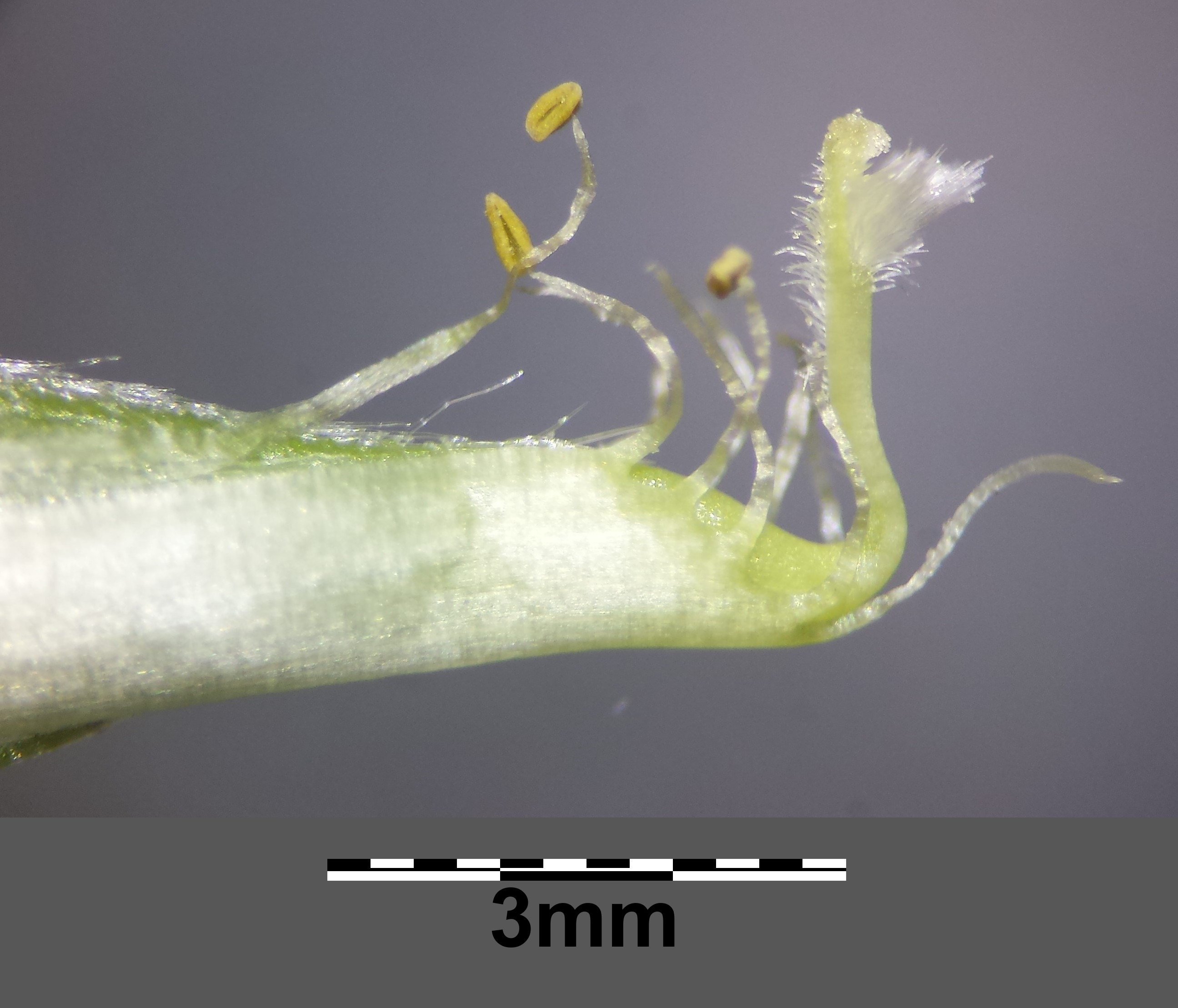
Schief angeschnittene Staubfädenrinne und Griffel

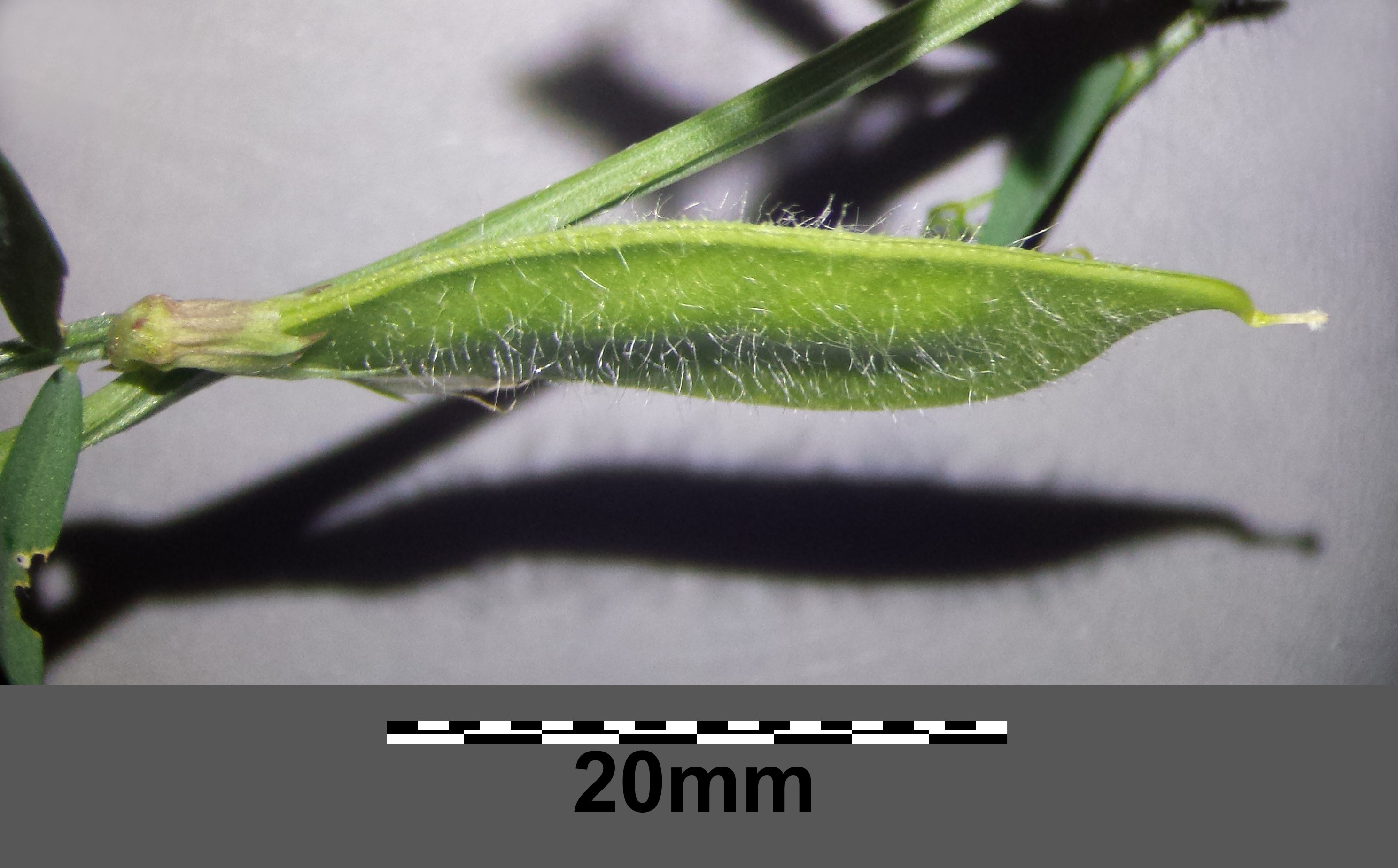
Behaarte Hülsenfrucht

### Vegetative Merkmale
Bei der Gelben Wicke handelt es sich um eine einjährige krautige Pflanze. Der 20 bis 50, selten bis zu 60 cm lange Stängel wächst niederliegend, aufsteigend oder kletternd  und ist meist unverzweigt. Das Indument der Gelben Wicke ist sehr variabel; sie kann locker behaart, aber auch gänzlich kahl sein.
Die mit Endranken versehenen Laubblätter sind in Blattstiel und -spreite gegliedert. Die gefiederte Blattspreite besitzt meist sechs- bis acht (drei bis neun) Fiederpaare. Die Fiederblättchen sind bei einer Länge von 10 bis 20 Millimetern sowie einer Breite von 3 bis 5 Millimetern, also zwei bis fünfmal so lang wie breit, linealisch und länglich.

### Generative Merkmale
Die Blütezeit lieg vorwiegend in den Monaten April bis Juni. Die kurz gestielten Blüten wachsen einzeln oder seltener zu zweit oder dritt in den Blattachseln.
Die zwittrigen Blüten sind bei einer Länge von 20 bis 25 Millimetern zygomorph und fünfzählig mit doppelter Blütenhülle. Die zwei oberen Kelchzähne sind deutlich kürzer als die unteren. Die Krone ist hell- bis zitronen-gelb, wobei die Platte auch rötliche Töne annehmen kann. Die Kronblätter sind in der Form einer Schmetterlingsblüte angeordnet. Die Fahne ist oft bräunlich oder bläulich überlaufen und kahl.
Die Hülsenfrucht ist abstehend rau behaart, wobei die Haare auf einem starken Knötchen sitzen, ist 2,5 bis 4 Zentimeter lang und enthält zwei bis acht Samen.
Die Chromosomenzahl beträgt 2n = 12.

## Vorkommen
Die Gelbe Wicke ist eine mediterrane Pflanze, die unbeständig nach West- und Mitteleuropa verschleppt wird. Ihr ursprüngliches Verbreitungsgebiet reicht vom Mittelmeerraum und dem südlichen Mitteleuropa bis zum Iran. Sie ist in Mitteleuropa selten und unbeständig vorkommend.
Vicia lutea wächst in Getreideunkrautgesellschaften. Sie gedeiht meist auf kalkhaltigen Lehmböden. Sie ist wärmeliebend und salzertragend.
In Deutschland kommt die Gelbe Wicke meist selten und unbeständig vor allem im wärmeren Südwesten des Gebiets vor.
In Österreich ist sie sehr selten, während sie in der Schweiz sehr zerstreut über das ganze Gebiet verteilt ist.
Die ökologischen Zeigerwerte nach Landolt & al. 2010 sind in der Schweiz: Feuchtezahl F = 2 (mäßig trocken), Lichtzahl L = 3 (halbschattig), Reaktionszahl R = 4 (neutral bis basisch), Temperaturzahl T = 5 (sehr warm-kollin), Nährstoffzahl N = 2 (nährstoffarm), Kontinentalitätszahl K = 4 (subkontinental).

## Taxonomie
Die Erstveröffentlichung von Vicia lutea erfolgte 1753 durch Carl von Linné in Species Plantarum, Tomus II, Seite 736.